# Lago Volcán
El lago Volcán es un lago de origen glaciar en la Argentina. Se encuentra ubicado en el departamento Río Chico, en el centro-norte de la provincia de Santa Cruz, Patagonia. Se ubica completamente dentro del Parque Nacional Perito Moreno.

## Geografía
El lago Volcán se encuentra a 18 kilómetros al sursureste del cerro San Lorenzo (ubicado en la frontera argentino-chilena - a unos 3706 metros de altura), y 10 km al sur del cerro Penitentes (de 2943 metros).
El lago es una cuenca estrecha de origen glacial. Está orientada de este a oeste. Su emisario, el río Volcán se presenta en su extremo oriental. El lago es parte de la cuenca del río Pascua que desemboca en el océano Pacífico en territorio chileno.
El lago es un eslabón de una cadena de lagos glaciares en los Andes Patagónicos. Sus aguas desembocan en el lago Belgrano a través del río Volcán. El Lago Belgrano comunica con el lago Azara, que depende del lago Nansen. El emisario de la serie de los lagos es el río Carrera que desemboca en el río Mayer poco antes de cruzar la frontera con Chile. En Chile, el Mayer se une el brazo noreste del lago O'Higgins/San Martín. Finalmente las aguas de este lago fluyen al Río Pascua.
Sus tributarios son: las aguas al norte del río Penitentes y otros torrentes desde las laderas del cerro Penitentes (de 2943 m) y del cerro Volcán (de 2260 m). También recibe los efluentes del lago Península, alimentado por las aguas del lago Mogote.